# Carla Sands
Carla J. Sands (nata Herd); Mechanicsburg, 13 ottobre 1960) è un'imprenditrice statunitense, presidente e CEO di Vintage Capital Group. Durante l'amministrazione Trump è stata Ambasciatore degli Stati Uniti in Danimarca dal 2017 al 2021.
Ex chiropratica, socialite e attrice,  Sands è diventata responsabile di Vintage Capital Gtroup dopo la morte del marito Fred Sands. Durante la campagna presidenziale di Donald Trump del 2016, è stata tra i consulenti economici di Trump e uno dei principali donatori della sua campagna e del comitato inaugurale.
Sands era una candidata alle primarie repubblicane nelle elezioni del Senato degli Stati Uniti del 2022 in Pennsylvania.

## Biografia
Sands è nata Carla J. Herd, figlia di Jack (un chiropratico) e Barbara Herd, nell'ottobre 1960. È cresciuta a Mechanicsburg, in Pennsylvania. Sands ha frequentato la Cumberland Valley High School, dove è stata attiva nel consiglio studentesco, nello ski club e in varie altre organizzazioni guidate dagli studenti. Ha studiato arte e scienze all'Indiana University della Pennsylvania e chimica all'Elizabethtown College, ma non è chiaro se si sia poi laureata. In seguito ha frequentato il Life Chiropractic College, ora Life University, e ha conseguito un dottorato in chiropratica. 

## Carriera
Sands ha avuto una breve carriera nella recitazione negli anni '80, apparendo in diversi episodi della serie televisiva The Bold and the Beautiful nel 1987 e in due film, il film fantasy di spada e stregoneria del 1988 Deathstalker e il Warriors from Hell e il film d'azione sudafricano del 1989 Wild Zone. 
Sands ha lavorato come chiropratica in uno studio privato dal 1990 al 1999. Il 10 aprile 1999, Sands ha sposato il magnate immobiliare Fred Sands. Dopo la sua morte nel 2015, è subentrata come presidente e CEO di Vintage Capital Group, che ha un patrimonio di circa 150 milioni di dollari, e di Vintage Real Estate.

## Politica
Raccoglitrice e donatrice di fondi per i repubblicani, delegata della California per il 33º distretto congressuale alla Convention Nazionale Repubblicana del 2016, ha sostenuto la campagna presidenziale 2016 di Donald Trump.  Nel 2016, Sands ha donato quasi un quarto di milione di dollari e organizzato raccolte di fondi ad alto valore per la campagna di Trump, e successivamente ha donato 100.000 dollari al comitato inaugurale di Trump. In precedenza Sands era una delle otto donne che Trump ha aggiunto al suo consiglio consultivo economico dopo aver affrontato critiche per aver inizialmente nominato una lista di soli uomini. 
Dopo le elezioni presidenziali del 2020, Sands ha scritto due volte su Twitter di essere stata "privata dei diritti civili" perché il suo voto in Pennsylvania "non era stato conteggiato". Il New York Times ha riferito che quando ha eseguito una ricerca sul sito web elettorale della Pennsylvania con le informazioni di Sands, ha mostrato che il suo voto era stato invece ricevuto e contato nella contea di Cumberland.